# Stilk-eg
Stilkeg (Quercus robur), Stilk-Eg eller Almindelig eg, er et op til 30 meter højt træ, der i Danmark er almindeligt i skove og krat. Træet sætter med års mellemrum mange agern (oldenår), der gerne ædes af fugle og pattedyr. Egene er de længstlevende danske træarter og kan blive mindst 800 år gamle. Dog sjældent mere end 375 år.
Til forskel fra rødeg er bladene kun 10-12 cm lange, mens de til forskel fra vintereg kun har 3-5 par lapper. 

## Beskrivelse
Stilkeg er et stort, løvfældende træ med en bred, kegleformet krone. Stammen er kort og tyk med svære og krogede hovedgrene, der er næsten vandrette. Barken er først glat og grågrøn med grålig dug. Senere bliver barken lysebrun, og til sidst bliver den gråbrun med dybe furer. Knopperne er spredte, ægformede og brune. De er tæt samlet mod skudspidsen, hvor endeknoppen ikke er tydeligt større end de andre.
Bladene er omvendt ægformede med et par "øreflipper" ved enden af stilken, og med 3-5 par brede, afrundede lapper og hel rand. Oversiden er mørkegrøn, mens undersiden er lysegrøn. Høstfarven er brun. Stilkeg blomstrer kort efter løvspring i maj. Blomsterne er samlet i rakler. Frugterne, agern, er stilkede og modner på ét år.
Rodnettet består af en kraftig, lodret pælerod med kraftige siderødder og et næsten filtagtigt net af finrødder.
Højde x bredde og årlig tilvækst: 30 x 20 m (30 x 20 cm/år).

## Voksested
Stilkeg optræder blandet med andre løvtræer på næringsrig og veldrænet, kalkrig bund. Den er udbredt noget længere mod øst end vintereg, men når til gengæld ikke så langt mod nord og vest som denne. Stilkeg er ret almindelig i Danmark og forekommer i løvskove over det meste af landet. Ret store og gamle træer kan f.eks. ses i Kongelunden syd for København. En af de mest berømte, rigtigt gamle stilkege i Danmark er Kongeegen.

## Anvendelse
Unge planter ædes af såvel hjortevildt som harer. Eg tåler beskæring. Det er et lystræ, der tillader opvækst af andre træer under sig. De bruges i alle former for plantninger som spredt indblanding, men de bliver også meget smukke som fritstående.
Løvet er mulddannende og pH-hævende. Stilkeg trives bedst på den lerholdige jord, men kan vokse overalt undtagen på meget våd jord. Den kan dog godt tåle at stå i vand længere tid, fx hvis grundvandsspejlet stiger. Den tåler vind og er salttolerant.

## Biologisk værdi
Egen er den træart der har flest insekter og hvirvelløse dyr knyttet til sig op mod 800 forskellige arter.

## Gamle ege
Rundt omkring i landet står en række særligt gamle og/eller tykke eksemplarer af stilk-eg, specielt i Dyrehaven nord for København og i Jægerspris Nordskov ved Frederikssund. Flere af disse har en alder på over 750 år.
- Kongeegen - Danmarks ældste nulevende træ, med en anslået alder på 1.500-2.000 år. Står i Jægerspris Nordskov
- Skovfogedegen - Dyrehaven
- Bolleregen - ved Horsens

## Billeder
- Hanrakler
- Eg som marktræ
- Egeved er ringporet
- Stilkegs knopper er afrundede og omtrent lige store
- Quercus robur - Museum specimen

| Portal | Portal:Botanik |